# Ørestad
Ørestad er en nyere bydel i København med 26.253 indbyggere (2023) beliggende på øen Amager. Området er ved at blive udviklet ved hjælp af konceptet "ny by" med den Københavnske Metro, som det primære offentlige transportnet, der forbinder området med resten af Hovedstadsområdet.
Ørestad har en omfattende trafikinfrastruktur, som ud over metroen omfatter Øresundsbanen og Københavns Lufthavn samt Øresundsforbindelsen i nærheden. De regionale Øresundstog går til Københavns Lufthavn på 6 minutter, til Københavns Hovedbanegård på 7 minutter og 29 minutter til Malmös centralstation i Malmø. Ørestad er en gang blevet omtalt som "det største kryds i Skandinavien".
Ørestad er opdelt i fire distrikter: Ørestad Nord, Amager Fælled, Ørestad City og Ørestad Syd. Blandt de mest markante institutioner beliggende i Ørestad er DR Byen inkl. Koncerthuset designet af Jean Nouvel, Field's og Bella Center, det største udstillings- og kongrescenter i Skandinavien, der senest har udvidet sine faciliteter med Bella Sky, det største hotel i Skandinavien. Derudover rummer området flere prisbelønnede boligbyggerier.

## Geografi
Området Ørestad er 3,1 km² og er omkring 600 meter bredt og 5 km langt. Den centrale del af Ørestad, Ørestad City, ligger 4,5 km vest for Københavns Lufthavn og 5 km syd for Københavns centrum.
Ørestad grænser til Islands Brygge mod nord, til Tårnby mod øst og det omfattende Kalvebod Fælled mod vest.
Bydelen består af roderne 336, 390 og 391.

## Historie
Lovgivningen vedrørende Ørestad blev vedtaget i 1992, fordi de ubrugte områder blev betragtet som værende alt for værdifulde i forhold til de allerede beboede områder.[kilde mangler] Ørestadsselskabet blev grundlagt den 11. marts 1993 til at forvalte væksten af bydelen. Selskabet ejes 55% af Københavns Kommune og 45% af Finansministeriet. Udviklingen forventes at tage 20 til 30 år, og det forventes at indbyggertallet vil være 20.000 og, at der vil være yderligere 80.000 arbejdende mennesker samt 20.000 studerende i området.
Det vindende projekt i en international arkitektkonkurrence i 1994 afslørede en samlet helhedsplan for Ørestad, som deler området op i fire kvarterer. Den finske tegnestue APRT og de danske KHR Arkitekter etablerede et fællesforetagende "joint venture" og fremlagde en endelig plan i 1997. Den første kontorbygning blev opført i 2001. De første boliger blev opført tre år senere. I 2013 boede der 8.500 mennesker i Ørestad. Derudover er der 192.100 m² kontorbyggeri og 13 bygninger under opførelse.
Historisk er navnet Ørestad brugt om det sammenhængende byområde, man i 50'erne og 60'erne forestillede sig ville vokse frem omkring Øresund, omfattende området København-Helsingør-Helsingborg-Malmø.
I 2022 blev 3 dræbt efter et skyderi i Field’s i Ørestad.

## Områder i Ørestad
Siden årtusindskiftet, er i alt 65 bygninger blevet bygget, herunder mere end 3.000 lejligheder, 71.400 m² til uddannelsesformål og 65.000 m² detailbutikker i hele Ørestad. I begyndelsen af 2008 var 53% af arealet blevet solgt.

### Ørestad Nord
Ørestad Nord er det mest udviklede af de fire områder i Ørestad[kilde mangler]. Det er udviklet i henhold til en helhedsplan af KHR Arkitekter fra 1997 omkring et centralt "forte" landskab og den nord-syd-orienterede Universitetskanal. Større institutioner i området omfatter DR Byen, som omfatter Koncerthuset, samt Københavns IT-Universitet og Københavns Universitet Amager. Der er omkring 1.000 boliger i Ørestad Nord, hvor halvdelen er studieboliger i Tietgenkollegiet og Bikuben Kollegiet.
Ørestad Nord er desuden udset til at være et europæisk kraftcenter inden for netværkssamfundet med etableringen af Copenhagen Crossroads, som er en sammenslutning af private og offentlige virksomheder og forskningsinstitutioner[kilde mangler].

### Amager Fælled
På den fredede Amager Fælled, der ligger vest for metrolinjen, var det oprindeligt tanken, at der skulle sælges et antal byggegrunde, som en del af Ørestad. Da salget af byggegrundene skulle realiseres, gav det betydelig presseomtale og kritik op til kommunevalget i 2017, og et flertal af partier i Københavns Kommune lovede at denne del ikke skulle bebygges, i stedet blev byggegrundene "flyttet" til området omkring det nuværende vandrerhjem i den sydlige del af fælleden. På den del af Amager Fælled-kvarteret, der ligger øst for metrolinjen er der i årene 2004-2006 blevet bygget nogle rækkehuse og lejligheder og det psykiatriske hospital Psykiatrisk Center Amager.

### Ørestad City
Ørestad City er det område i Ørestad, der har oplevet det meste nybyggeri siden 2001, hvor det 81 meter høje højhus Ferring Tower blev opført som den første bygning. De dominerende byggerier i området er indkøbscenteret Field's og Bella Center udstillings- og kongrescenter med det tilhørende Bella Sky hotel.
I 2006 oprettede arkitekten Daniel Libeskind en helhedsplan for det resterende område af Ørestad City, benævnt Ørestad Down Town, der ligger mellem Field's og Center Boulevard. I 2009 var hotellet CABINN Metro med 709 værelser opført, designet af Libeskind, som den første bygning i dette projekt. Siden er man dog gået bort fra Liebeskinds masterplan. COBE arkitekterne har tegnet den nuværende masterplan for Ørestad Down Town.
Ørestad City har oplevet en stor udvidelse af boligmassen siden 2003, hvoraf de fleste er centreret omkring Byparken. De mest markante boliger i området er VM Husene og VM Bjerget af Bjarke Ingels og Julien De Smedt. Andre markante bygninger omfatter Ørestad Gymnasium af 3XN og Ørestad Skole af KHR arkitekter. Vest for Ørestad City ligger den internationale golfbane Royal Golf Center.
I 2015 opførtes en lethal nord for VM Bjerget. Hallen er udformet af NORD arkitekter.

#### Ørestad Down Town
Området Ørestad Down Town, der ligger vest og syd for Field's var i 2013 kun bebygget med CABINN Metro hotellet. Her er planen, at der gradvist skal udbygges med 125.000 m² kontorbyggeri. Byggeriet er planlagt til at bestå af varierende bygningsstørrelser, så området både kan huse små og store firmaer. Centralt i området skal der bygges et fælleshus og en trappegade til fodgængere. Ifølge planen skal de ydre bygninger i området være højest med lavere bygninger i midten.  På trods af visionen fra 2011, er der i 2020 stadig ikke sket noget i området.

#### Bellakvarter
En særlig del af Ørestad City er det i den nordlige del beliggende Bellakvarter, der opføres på en del af den grund, hvorpå også Bella Centret ligger, men hvoraf man i de senere år har revet store dele ned. Kvarteret forventes fuldt udbygget at komme til at rumme 6.000 beboere og 6.500 arbejdspladser.

### Ørestad Syd
Ørestad Syd vil blive domineret af store kommercielle bygninger i den nordlige del og boligområder i den sydlige del. Et nyt hovedkontor for det internationale konsulentfirma Rambøll og hotellet Crowne Plaza ligger syd for Øresundsmotorvejen og Øresundsjernbanen. Begge bygninger er designet af Dissing+Weitling. I den sydligste del af Ørestad Syd ligger to store beboelsesejendomme, 8tallet af Bjarke Ingels og Stævnen af Vilhelm Lauritzen. I 2012 stod udvidelsen af sidstnævnte med Stævnen II klar ligesom et plejecenter og Robert Jacobsen Kollegiet blev færdigbygget.
Royal Arena er en indendørs multifunktionel arena, der blev indviet den 28. januar 2017. Hallen er Københavns første store arena og gør det blandt andet muligt at afholde internationale koncerter og sportsstævner, som er for små til Parken og for store til steder som f.eks. Forum. Hallen har plads til 12.500 tilskuere ved sportsarrangementer og op til 16.000 (enten siddende eller stående) ved koncerter.

## Fremtidig udvikling
Der er til stadighed nye projekter i støbeskeen for Ørestad, herunder kulturhuset Byens Hus i Ørestad Syd, og ny skole, idrætshal og svømmehal ved Royal Arena.

## Transport
Den primære vej fra nord til syd i området er Ørestads Boulevard, der løber langs den sydlige del af den Københavnske Metro linje M1. Øresundsmotorvejen E20 og Øresundsbanen skærer igennem Ørestad, der adskiller de to distrikter Ørestad City og Ørestad Syd. Mod øst ligger lufthavnen og Øresundsforbindelsen der går til Malmø og kan nås indenfor få minutter.
Ørestad Station er hovedbanegården i området og er betjent af regionale såvel som InterCity tog på Øresundsforbindelsen. Københavns Lufthavn kan nås på fem minutter og Københavns Hovedbanegård kan nås på syv minutter. I lufthavnen er det muligt at skifte til metroen. Metroen har seks stoppesteder i Ørestad: Islands Brygge og DR Byen i Ørestad Nord distriktet, Sundby i Amager Fælled kvarteret, Bella Center og Ørestad i Ørestad City distriktet og Vestamager i Ørestad Syd distriktet.
Hertil kommer, buslinjer fra universitetet Det Humanistiske Fakultet, Bella Center, Ørestad City og Ørestad Syd. Nogle S-busser starter deres rute fra Ørestad City.

## Parkering
Det er i udgangspunktet forbudt at parkere på vejene i Ørestad, bortset fra nogle få markerede parkeringspladser. For at tilgodese bilisternes behov for parkering, er der derfor opført 15 parkeringsanlæg i Ørestad, med tilsammen godt 4.500 p-pladser.

## Veje i Ørestad
- Ørestads Boulevard er 5.683 meter lang, den starter ved Amager Boulevard, går langs med Svend Aukens Plads og slutter ved Vestamager Station, hvor den skifter navn til Otto Baches Allé. Undervejs krydser den: Njalsgade, Vejlands Allé, Arne Jacobsens Allé, Øresundsmotorvejen og Hannemanns Allé. Ud til boulevarden støder på højre side: Weidekampsgade, C.F.Møllers Allé og Asger Jorns Allé. Ud til boulevarden støder på venstre side: Peter Vedels gade, Tom Kristensens Vej, August Schades Vej og Grønjordsvej.

### Ørestad Nord
- Karen Blixens Vej er en blind vej, der starter ved Njalsgade. Vejen er opkaldt efter forfatteren og digteren Karen Blixen.
- Rued Langgaards vej er en blind vej, der starter ved Amager Fælledvej. På Rued Langgards vej ligger boligbyggeriet Karen Blixen Parken, IT-Universitetet og Tietgenkollegiet. Vejen er opkaldt efter komponisten og organisten Rued Langgaard
- Kaj Munks Vej er en blind vej, der starter ved Amager Fælledvej. Vejen er opkaldt efter præsten, dramatikeren og samfundsdebattøren Kaj Munk
- Emil Holms Kanal er en blind vej, der starter ved Kaj Munks Vej. Vejen er opkaldt efter operasangeren og DR’s første driftsleder Emil Holm.
- Tom Kristensens Vej er en blind vej, der starter ved Ørestads Boulevard. Vejen krydser den landskabelige kanal to gange. Den er opkaldt efter forfatteren Tom Kristensen
- August Schades Vej er en blind vej, der starter ved Amager Fælledvej. Vejen er opkaldt efter forfatteren og digteren August Schade

### Ørestad City
- Arne Jacobsens Allé starter ved Center Boulevard og følger Bydelskanalen over Ørestads Boulevard og Hovedkanalen og slutter ved busslusen, hvor den skifter navn til Slusevej. Alléen er opkaldt efter arkitekten Arne Jacobsen. Ud til alléen støder Edvard Thomsens Vej og Ove Arups Vej. Langs med alléen ligger CabInn Metro, Field's, Ørestad Skole, Ørestads Bibliotek, KLP-huset I og II, Signalhuset og Copenhagen Golfpark.
- C.F. Møllers Allé starter ved Center Boulevard og slutter ved Ørestads Boulevard. Alléen er opkaldt efter arkitekten Christian Frederik Møller. Langs med alléen ligger Brohuset og Horisonten.
- Center Boulevard starter ved Vejlands Allé og ender ved Hannemanns Allé. Undervejs krydser den Øresundsmotorvejen. På sin vej løber den forbi Bella Centret, Royal Golf klub, byparken, Horisonten og Copenhagen Golfpark.
- Edvard Thomsens Vej støder 2 gange ud til Arne Jacobsens Allé. Ud til vejen ligger Copenhagen Golfpark, Sejlhuset, Parkhusene, KLP-huset I og II og Signalhuset. Vejen er opkaldt efter arkitekten Edvard Johan Thomsen.
- Kay Fiskers Vej starter ved Arne Jacobsens Allé og slutter ved Kay Fiskers Plads. Gaden (og pladsen) er opkaldt efter arkitekten Kay Fisker.
- Hannemanns Allé starter ved Center Boulevard og slutter ved Kanalvej. Alléen er opkaldt efter Johan Georg Hannemann, der var med til at stifte Rambøll.
- Ove Arups vej starter ved Arne Jacobsens Allé og slutter ved Hannemanns Allé, undervejs krydser den Øresundsmotorvejen og er overdækket på stykket fra Arne Jacobsens Allé og 170 meter frem. Vejen er opkaldt efter ingeniøren Ove Arup.

### Ørestad Syd
- Metrovej er en vej, der starter ved Hannemanns Allé. Vejen følger på den ene side metrolinien. Langs den anden side, ligger dels Metroselskabets administrationskontor og dels metroens vendesløjfe.
- Richard Mortensens Vej er en blind vej, der går fra Asger Jorns Allé og sydpå. Vejen er opkaldt efter maleren, grafikeren og professoren Richard Mortensen.
- Robert Jacobsens Vej er en vej, der går fra Asger Jorns Allé og sydpå. Vejen er opkaldt efter billedhuggeren og grafikeren Robert Jacobsen
- Else Alfelts Vej er en blind vej, der går fra Asger Jorns Allé og sydpå. Vejen er opkaldt efter maleren Else Alfelt.
- Asger Jorns Allé er en blind vej, der går fra Ørestads Boulevard og vestpå. Via en træbro slutter den ved Kanonvej på kanten af Kalvebod Fælled. Alléen er opkaldt efter billedkunstneren og forfatteren Asger Jorn.
- Ejler Billes Allé er en vej, der går fra Else Alfelts Vej til Ørestads Boulevard. Alléen er opkaldt efter maleren, grafikeren, digteren og billedhuggeren Ejler Kristian Torbensen Bille.

## Demografi
Det første byggeri stod klar i 2001 og antallet af indbyggere i Ørestad har været støt stigende siden de første beboere flyttede ind i 2004.
| |            |
| \| År \| Indbyggere \| \| ---- \| ---------- \| \| 2004 \| Ca. 100 \| \| 2005 \| 375 \| \| 2006 \| 1.739 \| \| 2007 \| 3.377 \| \| 2008 \| 5.410 \| \| 2009 \| 5.610 \| \| 2010 \| 6.142 \| \| 2011 \| 6.839 \| \| 2012 \| 7.445[12] \| \| 2013 \| 8.500 \| \| 2014 \| 9.118[3] \| \| 2015 \| 9.496 \| \| 2018 \| 13.000[13] \| \| 2019 \| 15.500[2] \| \| 2020 \| 21.400[2] \| \| 2023 \| 26.253[2] \| |            |
| |            |
| År | Indbyggere |
| 2004 | Ca. 100    |
| 2005 | 375        |
| 2006 | 1.739      |
| 2007 | 3.377      |
| 2008 | 5.410      |
| 2009 | 5.610      |
| 2010 | 6.142      |
| 2011 | 6.839      |
| 2012 | 7.445      |
| 2013 | 8.500      |
| 2014 | 9.118      |
| 2015 | 9.496      |
| 2018 | 13.000     |
| 2019 | 15.500     |
| 2020 | 21.400     |
| 2023 | 26.253     |

## Galleri
- Det markante højhus er en del af Ferringbygningen i Ørestad
- Ørestad Station
- Indkøbscenteret Field's
- Kongreshotellet Bella Sky
- Tietgenkollegiet
- VM Husene
- Koncerthuset
- VM Bjerget
- Arne Jacobsens Allé
- Karen Blixen Parken
- DR Byen
- Bella Centeret
- Udsigt over Ørestad set fra Ferringhus